# T-95
T-95, eller Objekt 195, är ett ryskt nedlagt stridsvagnsutvecklingsprojekt. Det drevs av Uralvagonzavodfabriken i Niznij Tagil. 
Vagnen var planerad att ha ett långt och lågt chassi och vara försedd med ett relativt litet torn med ett automatiskt laddningssystem. T-95 avsågs ha samma skyddssystem som T-90, skyddssystemet Shtora-1. Tornet var försett med reaktivt pansar. Besättningen består av tre personer som sitter i en separat kapsel skild från den övriga vagnen. Tornet är obemannat. Skytten använder sig av en TV-kamera för att se omgivningen. T-95 sades ha ett bättre skydd för personalen och man hade testat en ny hjulupphängning. 
Dess kanonen försågs med möjlighet att avfyra pansarvärnsprojektiler. Detta ger vagnen en mycket låg silhuett. Eldledningssystemet var optiskt, termiskt, infrarött, laserassisterat och radarstött.  
T-95 sades vara snabb och ha bra prestanda. Arbetet med en prototyp startade, men den ryska försvarsmakten meddelade i maj 2010 att den inte avsåg att satsa mer på projektet, utan istället på ytterligare uppgradering av T-90. Anledningen skall ha varit att utvecklingen av T-95 dragit ut på tiden, cirka 15 år, och vagnen skulle vara föråldrad redan innan den skulle ha kommit i produktion.